# نظام المعاملات المدنية
نظام المعاملات المدنية هو قانون سعودي أقره مجلس الوزراء السعودي في 14 يونيو 2023، ليكون المرجع لتنظيم العلاقة بين الأفراد في معاملاتهم، ويحد من حالات المنازعات بينهم، ويقلل أمد الفصل في الخصومات، وهو ثالث مشروعات منظومة التشريعات المتخصصة صدورًا بعد نظام الأحوال الشخصية ونظام الإثبات والتي أعلن عنها ولي العهد الأمير محمد بن سلمان في 8 فبراير 2021 ، ويعد من ضمن أكبر الأنظمة التي تصدر في السعودية حيث يشمل أكثر من 700 مادة.

## أقسام النظام
يتكون النظام من تمهيد وثلاثة أقسام، ويقدم التمهيد نظرية متكاملة عن أهلية الشخص، وعن الحق والعقار والمنقول، ونظرية الموطن.
يتعلق القسم الأول من النظام بالالتزامات والحقوق الشخصية، وعلاقات الناس فيما بينهم؛ وخُصص القسم الثاني من النظام للعقود المسماة، وهي 18 عقدًا من العقود المعروفة، وتضمَّن أحكامًا تُحدد جميع ما يتعلق بالعقود، مثل: أركان العقد، وحجيته، وآثاره بين المتعاقدين، والأحكام المتعلقة ببطلانه وفسخه، فيما اختص القسم الثالث بالحقوق العينية الأصلية؛ إذ يُنظم النظام الحقوق العينية الأصلية، وبُينت فيه المسائل الخاصة بالملكية، وكيف تدار الملكية الشائعة، إضافة إلى تفصيل ما يتعلق بالانتفاع "صكوك الانتفاع"، وغيرها.